# کرستن نیلسن
کرستن نیلسن (انگلیسی: Kirstjen Nielsen؛ زادهٔ ۱۴ مهٔ ۱۹۷۲) وزیر امنیت میهن ایالات متحده آمریکا بود از ۶ سپتامبر ۲۰۱۷ به عنوان قائم مقام رئیس ستاد کارکنان رئیس‌جمهور دونالد ترامپ فعالیت کرد. نیلسن در ۱۱ اکتبر ۲۰۱۷ به عنوان وزیر امنیت میهن ایالات متحده آمریکا از سوی رئیس‌جمهور معرفی شد و تا ۷ آوریل ۲۰۱۹ این پست را برعهده داشت.
وی در ۸ آوریل ۲۰۱۹ از سمت خود استعفا کرد